# Obtusipalpis albidalis
Obtusipalpis albidalis is een vlinder uit de familie van de grasmotten (Crambidae), uit de onderfamilie van de Spilomelinae. De wetenschappelijke naam van deze soort is voor het eerst voorgesteld door George Francis Hampson in een publicatie uit 1919.
De spanwijdte van het vrouwtje bedraagt 18 tot 20 millimeter.
De soort komt voor in Sierra Leone en Ghana.